# Zakintos

Zakynthos 3D

Zakintos (gr. Ζάκυνθος, Zákynthos; hist. Τζάντε, Zante) – grecka wyspa na Morzu Jońskim, na zachód od Peloponezu, trzecia co do wielkości w archipelagu Wysp Jońskich. Wraz z pobliskimi niemal bezludnymi wysepkami tworzy gminę Zakintos, w jednostce regionalnej Zakintos, w regionie Wyspy Jońskie, w administracji zdecentralizowanej Peloponez, Grecja Zachodnia i Wyspy Jońskie. W 2021 roku liczyła 41 180 mieszkańców.
Powierzchnia ok. 405 km² (według różnych źródeł od 402 km² do 410 km²). Domeną wyspy jest rybołówstwo, uprawa zbóż, drzew owocowych i rozwinięta turystyka. Głównym miastem i portem jest Zakintos.
Nazwa wyspy pochodzi od imienia syna mitologicznego Dardanosa, króla Arkadii.

## Historia
Według Homera wchodziła w skład państwa Odyseusza. W średniowieczu część Cesarstwa Bizantyjskiego. Od 1185 roku władzę nad wyspą sprawowało wchodzące w skład Królestwa Sycylii niewielkie Hrabstwo Kefalenii i rządzący nim od 1357 ród Tocco. W 1479 roku Zakintos została zdobyta przez Turcję, która w 1484 roku przekazała ją Republice Weneckiej.
W 1797 roku po upadku Republiki Weneckiej, na mocy pokoju w Campo Formio wyspa znalazła się pod kontrolą Republiki Francuskiej wchodząc w skład Département Mer-Égée (Departamentu Morza Egejskiego). Francuzi jednak wkrótce zostali wyparci do 1798 roku przez siły Imperium Osmańskiego. W latach 1800–1807 Zakintos była częścią greckiej Republiki Siedmiu Wysp pod protektoratem tureckim. Od 1807 roku wyspa przeszła ponownie pod władzę francuską na mocy traktatu tylżyckiego. 2 października 1809 flota brytyjska odniosła zwycięstwo nad Francuzami w bitwie pod Zakintos i opanowała wyspę. W latach 1815–1864 wyspa wchodziła w skład znajdującego się pod brytyjskim protektoratem państwa określanego jako Zjednoczone Kraje Wysp Jońskich. Państwo to zostało zlikwidowane w 1864 na mocy porozumienia londyńskiego (brytyjsko-francusko-grecko-rosyjskiego), które przekazało władzę nad tym terytorium Grecji.
W kwietniu 1941 roku wyspę zajęły wojska włoskie, a po kapitulacji rządu włoskiego wobec aliantów we wrześniu 1943 roku, jej okupację rozpoczął Wehrmacht. Grecy odzyskali wyspę we wrześniu 1944 roku.
12 sierpnia 1953 roku trzęsienie ziemi uszkodziło na Zakintos ponad 90% budynków.

## Geografia
Długość wyspy wynosi ok. 40 km, szerokość 20 km. Najwyższa góra to Wrachionas (758 m), znana również pod nazwą Kaki Rachi (dosłownie „trudna do zdobycia”). Południowo-wschodnia część wyspy ma charakter nizinny, zachodnia – górzysty. Linia brzegowa wyspy o długości ok. 123 km, z zachodnim wybrzeżem typu klifowego. Panuje klimat śródziemnomorski.
Stolicą jest miasto Zakintos z największym na wyspie portem i z lotniskiem położonym w odległości ok. 8 km. Najpopularniejsze miejscowości wypoczynkowe to: Laganas, Argasi, Planos, Alikanas, Kieri, Tsiliwi.

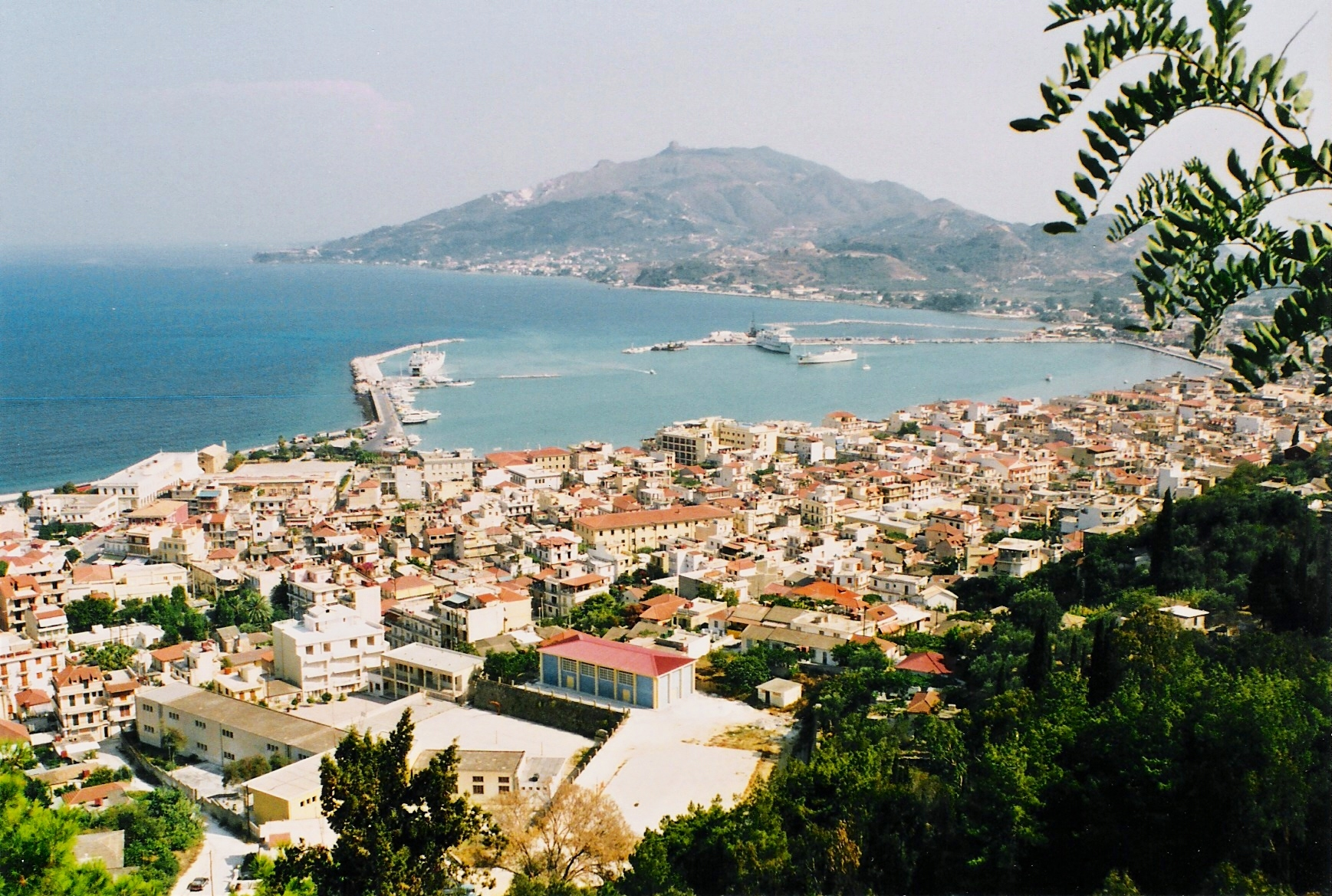
Miasteczko portowe Zakintos
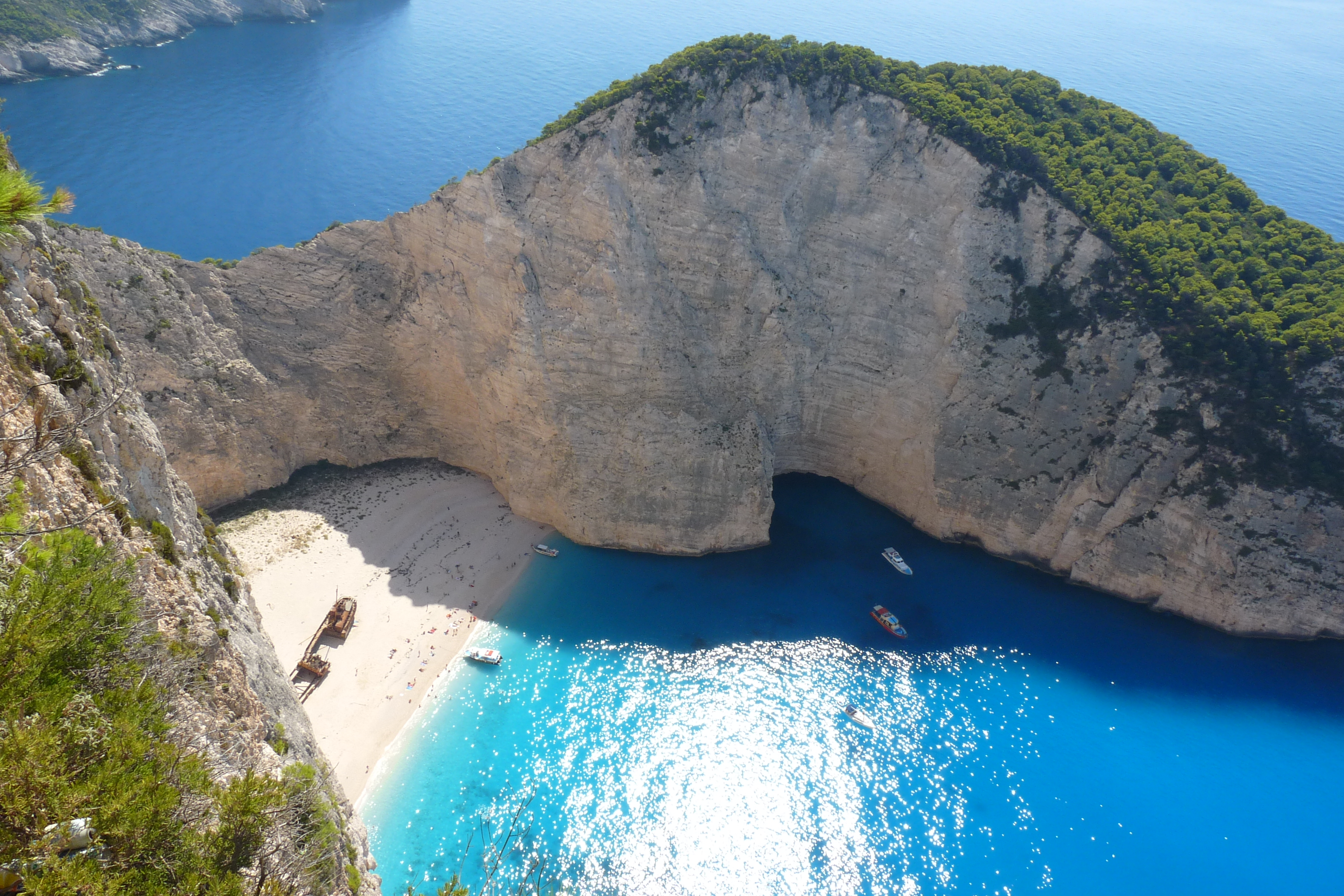
Plaża Nawajo
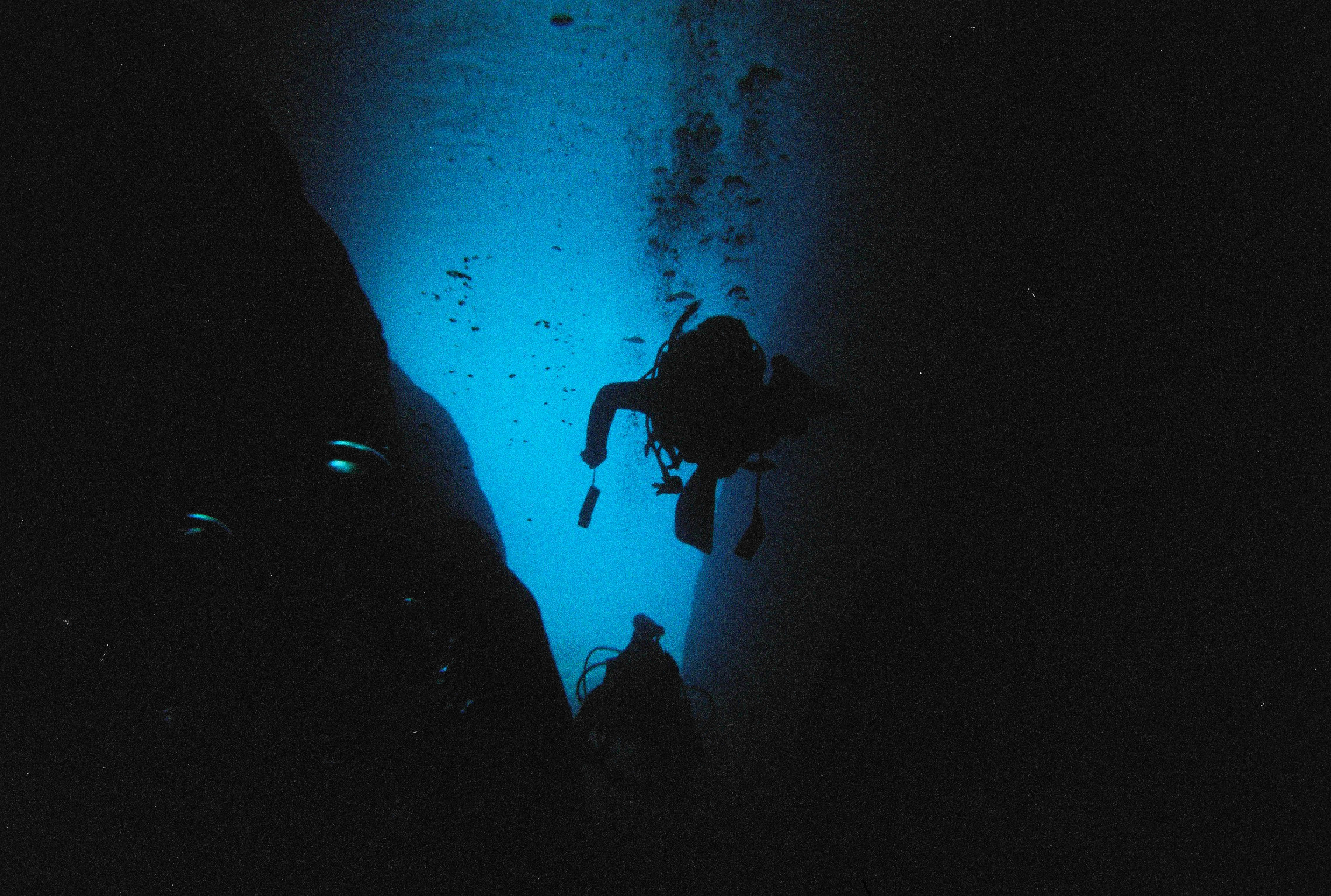
Nurkowanie w jaskiniach półwyspu Keri